# Independent Group (artisti)
Independent Group (IG) è stato un gruppo di artisti inglesi attivo dal 1952 al 1955. L'Independent Group era composto da pittori, scultori, architetti, scrittori e critici che volevano contrastare l'approccio modernista dominante nella cultura. Introdussero la cultura popolare nei dibattiti sull'alta cultura, rivalutarono il modernismo e riscoprirono l'estetica dell'"oggetto trovato" tipico dei dadaisti. L'Independent Group suscitò un rinnovato interesse nell'età post-disciplinare e fu il precursore del movimento Pop art britannico. Il loro punto di ritrovo era l'Institute of Contemporary Arts (ICA) di Londra, all'interno del quale tennero le loro sessioni artistiche.

## Storia

### Prima sessione (1952)
L'Independent Group si radunò per la prima volta all'inizio del 1952 in occasione di una sessione curata da Reyner Banham in cui Eduardo Paolozzi proiettò diverse immagini tratte da riviste americane con l'ausilio di un episcopio. Queste figure, composte da pubblicità, fumetti e grafiche di sorta, erano state raccolte quando Paolozzi soggiornò a Parigi dal 1947 al 1949. Gran parte del materiale fu riassemblato in un collage e costituì la base della sua serie di serigrafie intitolate BUNK! (1972) e Krazy Kat Archives, oggi conservate al Victoria and Albert Museum di Londra. Il seminale collage I was a Rich Man Plaything (1947) di Paolozzi fu il primo "oggetto trovato" a contenere la parola "pop", motivo per cui è spesso annoverato come il primo "portabandiera" della Pop art. Il resto di quella sessione perdurata fra il settembre del 1952 e il giugno dell'anno seguente, si concentrò sulla filosofia e la tecnologia. I membri chiave di questa prima fase furono Paolozzi, Richard Hamilton, Toni del Renzio, William Turnbull, Nigel Henderson, John McHale e Lawrence Alloway.

### Seconda sessione (1954)
I membri del gruppo non si radunarono fra la fine del 1953 e l'inizio del 1954 perché impegnati nella programmazione di una serie di conferenze all'Institute of Contemporary Arts che fu intitolata Aesthetic Problems of Contemporary Art. Per la sua seconda sessione, l'Independent Group vide l'ingresso di nuovi artisti fra cui il duo di architetti Alison e Peter Smithson. Nell'autunno del 1953, il circolo di artisti tenne la mostra Parallel of Life and Art all'ICA. Reyner Banham si dimise dalla sua carica di presidente dell'IG perché impegnato nella sua tesi di dottorato al Courtauld Institute of Art. Verso la fine del 1954, Dorothy Morland chiese a Lawrence Alloway e a John McHale di riconvocare l'Independent Group per la sua seconda sessione. Nello stesso periodo, si unirono al gruppo Frank Cordell e sua moglie Magda.
La seconda sessione si focalizzò sul tema della cultura di massa americana. Fra le varie tematiche affrontate vi fu il cinema occidentale, la fantascienza, la cartellonistica pubblicitaria, il design automobilistico e la musica popolare. Nel corso di tali conferenze, attinsero dal futurismo, dal surrealismo, dal Bauhaus e dal dada. Questa sessione ricevette giudizi controversi. Nel 1954, John McHale e Lawrence Alloway curarono l'esposizione Collages and Objects, sempre presso l'ICA. Richard Hamilton organizzò la mostra Man, Machine and Motion alla fine del 1955 presso la Hatton Gallery di Newcastle e l'ICA, che si concentrò su alcune preoccupazioni inerenti all'Independent Group.

### This Is Tomorrowe lo scioglimento del gruppo
Nel 1956, il Gruppo raggiunse una più vasta visibilità grazie alla sua partecipazione alla celebre mostra This Is Tomorrow. L'IG cessò di riunirsi formalmente nel 1955, ma i suoi membri continuarono a incontrarsi informalmente fino al 1962 e il 1963, e le connessioni tra i vari membri continuarono a dare i loro frutti negli anni successivi. Nel marzo 2007, l'IG fu l'argomento di una conferenza internazionale durata due giorni alla Tate Britain di Londra.